# Bruce Kessler
Bruce Kessler (Seattle, 23 de março de 1936 – 4 de abril de 2024) foi um automobilista norte-americano que participou do Grande Prêmio de Mônaco de 1958 de Fórmula 1, mas não se qualificou. 

## Morte
Kessler morreu no dia 4 de abril de 2024, aos 88 anos.